# Cithare
Cet article concerne l'instrument moderne d'Europe centrale et de la famille organologique des cithares. Pour l'instrument antique, voir Cithare (Grèce antique). Pour l'instrument de la musique indienne savante, voir sitar.

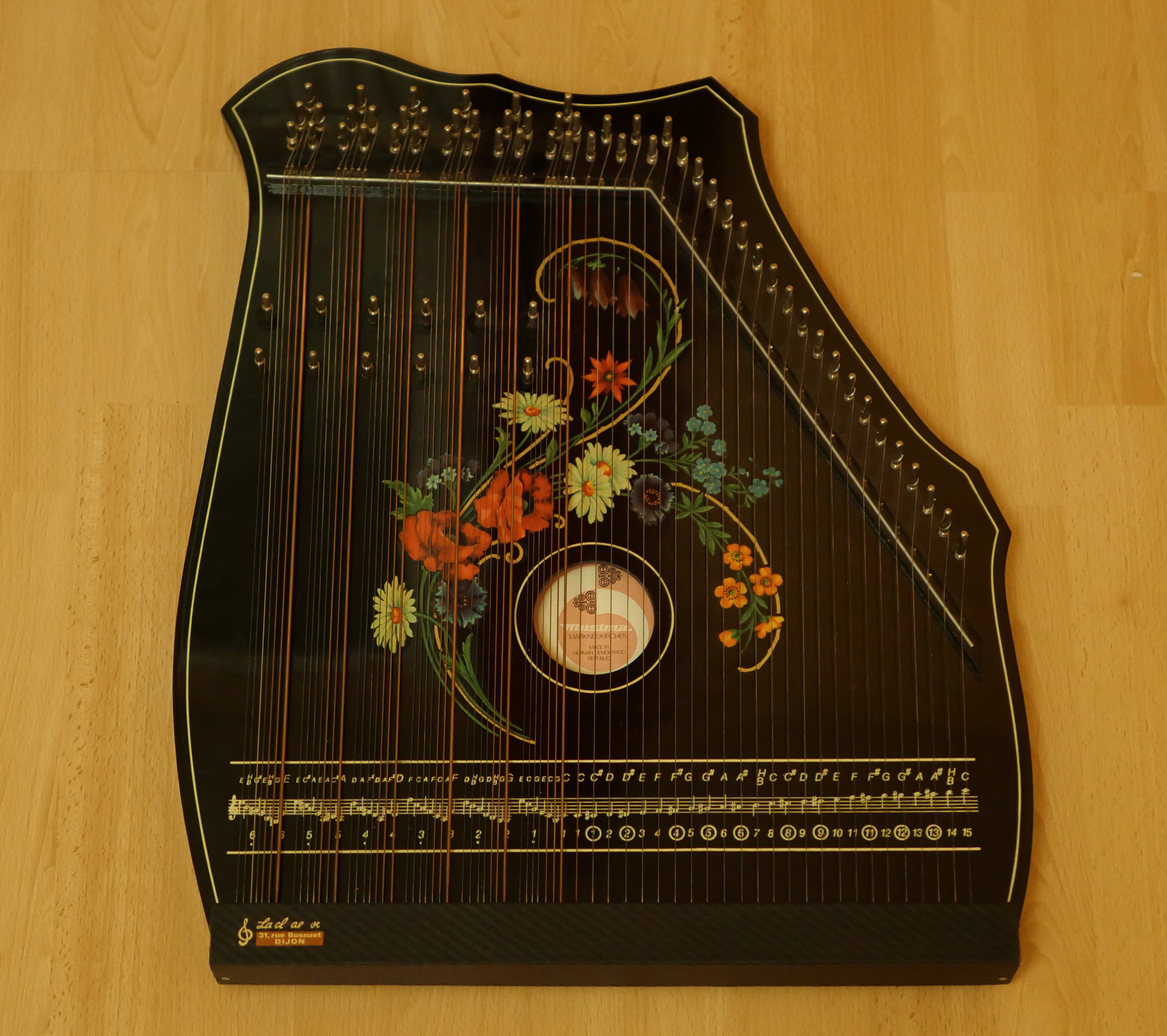
Une cithare allemande avec six accords à gauche.

La cithare (du grec ancien : κιθάρα) est un instrument de musique à cordes pincées, prépondérant dans le folklore autrichien voire germanique, mais aussi répandu en Hongrie, en Suisse, en Slovénie, en France et en Italie.
Le terme désigne aussi en organologie une famille d'instruments distincte de l'arc musical, des harpes, des lyres et des luths et ayant la particularité d'avoir les cordes de jeu tendues d'un bout à l'autre de la caisse de résonance (sans manche). Cette famille englobe donc divers instruments de musique tels que la cithare proprement dite mais aussi les instruments tels que les clavecins et épinettes des Vosges, les pianos et cymbalums, soit des instruments à cordes pincées ou frappées.
La cithare autrichienne fut popularisée internationalement en 1949 grâce au Harry Lime Theme de l'indicatif du film de Carol Reed, Le Troisième Homme, composé et joué par Anton Karas dans une taverne près de la grande roue du Prater à Vienne, indicatif qui restera l'un des grands succès de la cithare.

## Facture
La caisse de résonance a une forme trapézoïdale, relativement plate. La table d'harmonie a une grosse ouïe centrale et des décorations y sont souvent appliquées. La cithare possède autant de cordes que de notes jouables (par la main droite) pour la mélodie, et quelques chœurs, ensemble de quatre cordes assurant les accords de l'accompagnement (qui sont joués de la main gauche). Les cordes mélodiques sont fines et décroissent en longueur de la gauche vers la droite, c’est-à-dire des sons graves vers les sons aigus. Les chœurs consistent en groupes de quatre cordes approximativement de même longueur mais de grosseurs très différentes pour produire des accords montants lorsqu'elles sont grattées de la droite vers la gauche. Des chevilles en métal assurent la fixation des cordes et l'accordage.

## Jeu
Pour en jouer, on pose la cithare sur un plan horizontal (une table ou les genoux par exemple) et les cordes sont pincées avec la pulpe du doigt, éventuellement avec un onglet métallique ou en plastique. On y joue la musique traditionnelle ou folklorique des pays alpins ainsi que les pièces musicales religieuses (en particulier en accompagnement des psaumes).
Les cithares asiatiques à haut chevalet nécessitent l'appui d'une main sur les cordes souples afin d'obtenir la note voulue ; ce système limite le nombre des cordes.
Il existe aussi des cithares à archet (cordes frottées) ou à marteau (cordes frappées).

## Typologie des cithares
Il existe cinq types de cithares :

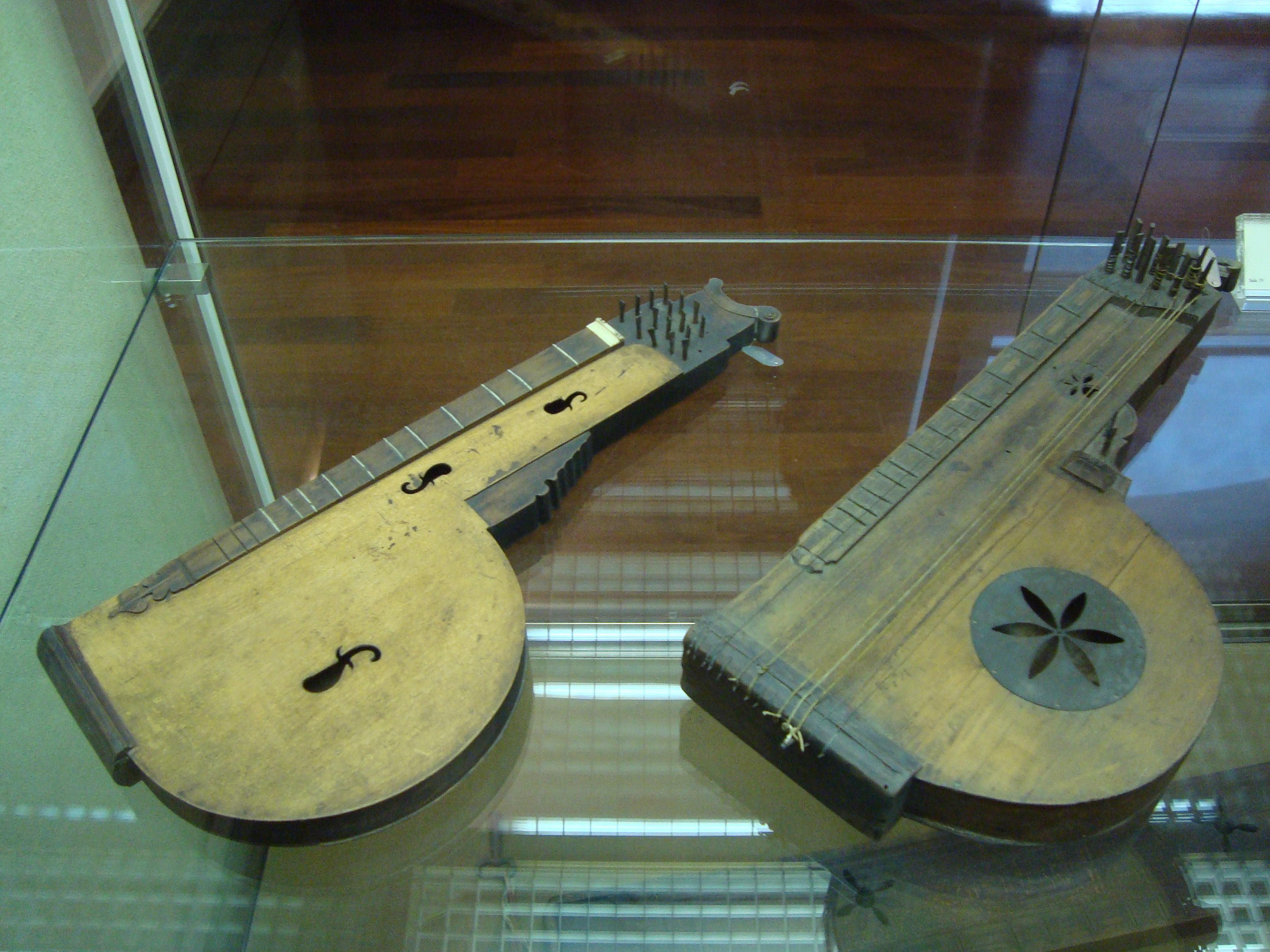
Variété de cithares - Musée des instruments musicaux de Rome

- sur bâton : faite soit d’un bâton le long duquel est tendue une seule corde et éventuellement un résonateur, un chevalet et des frettes, soit d'un tube ouvragé avec ou sans frettes, soutenu à chaque extrémité par une calebasse, dérivé de la vînâ.
  - Enzenze (ougandaise)
  - Mvett (gabonaise, camerounaise, guinéenne)
  - Sadev (cambodgienne)
- tubulaire : faite d’un tube en bambou, autour duquel sont les cordes sont soit rapportées (cithare hétérocorde), soit découpées dans le corps même du bambou, attachées par leurs extrémités et surélevées par deux chevalets (cithare idiocorde ou cithare d’écorce).
  - Valiha (malgache)
- radeau ou hochet, assemblage de cithares tubulaires idiocordes liées en forme de radeau (avec ou sans résonateur).
  - Adjalin (béninoise)
  - Toba (burkinabé)
- en berceau : ou en cuvette, en chéneau et en bouclier, faite d’une planche de bois évidée au-dessus de laquelle sont tendues les cordes.
  - Inanga (burundienne, rwandaise)
- sur table : proche de celle en berceau, mais avec une caisse de résonance oblongue ou trapéïzodale.
  - à cordes pincées :
    - Autoharpe (américaine) (États-Unis)
    - Bandura (ukrainienne)
    - Bulbul tarang (indienne)
    - Citera (hongroise)
    - Clavecin
    - Dàn tranh (vietnamienne)
    - Dulcimer (américaine (États-Unis))
    - Épinette
    - Épinette des Vosges (française)
    - Gousli (russe, ukrainienne)
    - Guqin (chinoise)
    - Guzheng (chinoise)
    - Kayagum (ou Gayageum, coréenne)
    - Kacapi (indonésienne)
    - Kannel (estonienne)
    - Kantele (finlandaise)
    - Hommel (nl) (pays bas, Flandres) ou Hummel (sv) (Scandinavie)
    - Langeleik (Norvégienne)
    - Koto (japonaise)
    - Marovany (malgache)
    - Moodswinger (cithare électrique)
    - Psaltérion (Europe médiévale)
    - Qanûn (Moyen-Orientale)
    - Scheitholt (allemande)
    - Shahi Baaja (indienne)
    - Svaraveena[1] (indienne)
    - Swarmandal (indienne)
    - Taishōgoto (大正琴?) (Japon)
    - Tiahun (burkinabè)
    - Yatga (mongole)
    - Zheng (chinoise)
    - Zhetygen ou jetygen (kazakh)

  - à cordes frappées :
    - Cymbalum (hongroise, tchèque, ukrainienne)
    - Dulce melos (médiévale)
    - Hackbrett (allemande, suisse)
    - Hammered dulcimer (américaine (États-Unis))
    - Khim (thaïlandais)
    - Marxophone (américaine (États-Unis))
    - Pantaléon (allemande)
    - Piano
    - Santour (iranienne, indienne)
    - Tambourin à cordes (basque)
    - Tympanon (médiévale)
    - Yangqin (chinoise)

  - à cordes frottées :
    - Tautirut (inuite)

## Principaux artistes

### Autriche
En Autriche, elle peut être :
- jouée en soliste sans accompagnement grâce à sa tessiture pouvant jouer simultanément plusieurs notes des dix doigts ;
- accompagnée par un ensemble folklorique, composé de hackbrett, accordéon, violons « fiddle », clarinettes, guitares, harpe tyrolienne, rafélé et contrebasse, et/ou même un piano ;
- accompagnée par un grand orchestre viennois ou même un ensemble de cuivres ou une harmonie.

Parmi les interprètes les plus renommés ayant également enregistré de nombreux disques :
- Anton Karas, cithariste viennois, célèbre pour sa musique du film Le Troisième Homme en 1949, et ses reprises enregistrées à la cithare de nombreuses compositions de la musique viennoise voire opérettes telles que des extraits de L'Auberge du Cheval-Blanc de Ralph Benatzky ou autres succès comme Lily Marlène, accompagné de ses deux "Rudi accordéons", dans un style empreint de nostalgie, et une manière caractéristique de jouer en trémolo les notes prolongées des mélodies, souvent alternées en pot-pourri avec valses et polkas entraînantes.
- Alfons Bauer (de), a aussi enregistré à la cithare un nombre considérable de compositions surtout folkloriques autrichiennes ou même de variétés sur disques dans plusieurs styles d'accompagnement, dont les mélodies de Robert Stolz, associées à de nombreux spectacles. Il a été accompagné de plusieurs formations de styles d'instrumentation, voire rythmes différents, incluant les musiques viennoises, oberkrainiennes, fanfares et allant jusqu'aux charlestons et musiques d'ambiance, et il a aussi accompagné sa femme Rita Bauer, jouant des clochettes de table tyroliennes), dont :
  - Alfons Bauer und seine Aldmudler ;
  - Alfons Bauer mit seiner original Freundorfer Besetzung ;
  - Alfons Bauer und seine fröhlichen Musikanten ;
  - Alfons Bauer und seine Böhmischen Musikanten ;
  - Alfons Bauer spielt Robert Stolz ;
  - etc.
- Rudi Knabl (de), également réputé dans la musique folklorique autrichienne sur des accompagnements aux tempos bien marqués de polkas et valses, il fut très apprécié jusqu'au Japon par exemple :
  - Rudi Knabl und Volkmüsikanten ;
  - Rudi Knabl und seine Schrammeln müsi.
- Autres citharistes autrichiens :
  - Toni Sulzböck ;
  - Georges Marinkovitch (1935) ;
  - Georg Freundorfer ;
  - Alfons Schmitseder.

#### Dans les orchestres folkloriques
La cithare est souvent incorporée ou soliste dans un ensemble orchestral autrichien, tel que ceux de : Max Greger et son Sextette Gentiane, Tobias Reiser (de) et ses musiciens de Salzbourg, Konrad Plaickner et son Bürggrafler, la Famille Engel (de), les musiciens de l'Ammertal, Thomas Wendlinger et son orchestre champêtre...

#### Ensembles familiaux régionaux
Elle est aussi fréquemment jouée dans de nombreux petits ensembles locaux « familiaux » de différentes régions d'Autriche, associant souvent aussi le hackbrett, allant parfois des parents aux petits-enfants, jouant depuis un chalet alpin. Des festivals folkloriques ont lieu annuellement réunissant en trois jours de très nombreux groupes qui se succèdent, sur le podium d'un chapiteau ou en plein air.

#### Rythmes
Les principaux rythmes sont ceux du folklore autrichien, principalement : Polka, valse, boarisch (polka plus lente), ländler (valse-mélodie plus lente)

### France
- Martial Murray joue des compositions en grande partie de lui-même très mélodieuses, accompagné de la guitare de Bernard Bigo ou d'un orchestre plus étoffé.
- Jean-Claude Ollier à la cithare et Thierry Hummel au hackbrett, ont été les plus « tyroliens » des Français jouant dans ce style folklorique.
- Gérard Berlioz a enseigné dans l'une des très rares classes de tympanon françaises, aux Lilas (93) dans les années '90. Percussionniste professionnel, il est l'auteur de plusieurs méthodes & études.
- Bruno Tisserand, chanteur, auteur, compositeur, utilise la cithare à accords pour s'accompagner dans "Chansons du soir", des compositions à partir de textes poétiques : www.bruno-tisserand.fr

## Compositions

### Musique classique viennoise
- Les Histoires (ou légendes) de la forêt viennoise (Geschichten aus dem Wienerwald), célèbre valse composée par Johann Strauss II opus 325 en 1868, commence en pré-introduction par un solo de cithare.

### Musiques de films
- Le Troisième Homme par Anton Karas : The Harry Lime Thème et Café Mozart Waltz.

### Musique folklorique autrichienne
La plupart des compositions interprétées à la cithare sont similaires à celles populaires d'Autriche, pouvant être jouées aussi par des cuivres, à l'accordéon, la clarinette, en yodel ou un grand orchestre classique dans le style viennois.